# Kodeks 0275
Kodeks 0275 (Gregory-Aland no. 0275) – grecko-koptyjski kodeks uncjalny Nowego Testamentu na pergaminie, datowany metodą paleograficzną na VII wiek. Rękopis jest przechowywany w Dublinie. Tekst rękopisu jest wykorzystywany we współczesnych wydaniach greckiego Nowego Testamentu. 

## Opis
Zachowały się 4 pergaminowe karty rękopisu, z greckim tekstem Ewangelii Mateusza (5,25-26,29-30). Karty kodeksu miały prawdopodobnie rozmiar 28 na 25 cm. Tekst jest pisany dwoma kolumnami na stronę, 24 lub 25 linijek tekstu na stronę. Tekst koptyjski jest w dialekcie achmimickim, zawiera tekst Mateusza 5,19. 

## Tekst
Kurt Aland nie zaklasyfikował tekstu rękopisu do jakiejkolwiek kategorii. 

## Historia
INTF datuje rękopis 0275 na VII wiek . 
Tekst rękopisu został opublikowany w 1980 roku przez Annę Passoni Dell’Acqua. Na listę greckich rękopisów Nowego Testamentu wciągnął go Kurt Aland, oznaczając go przy pomocy siglum 0275. Został uwzględniony w II wydaniu Kurzgefasste. Rękopis jest wykorzystany we współczesnych wydaniach greckiego Nowego Testamentu (NA26, NA27, NA28 i UBS4). 
Rękopis jest przechowywany w bibliotece Kolegium Trójcy Świętej (TCD PAP F 138) w Dublinie .